# Parafia św. Jana Chrzciciela w Racimowie
Parafia św. Jana Chrzciciela w Racimowie – parafia rzymskokatolicka znajdująca się w Racimowie, w kraju morawsko-śląskim w Czechach. Należy do dekanatu Frydek diecezji ostrawsko-opawskiej. Posiada kościół filialny św. Michała Archanioła w Rzepiszczu.

## Historia
Pierwsza pisemna wzmianka o kościele w Racimowie, wówczas zajętym przez ewangelików, pochodzi z 1652. W wykazie kościołów odebranych ewangelikom przez specjalną komisję w 1654 nie wymieniono Racimowa, natomiast wymieniono sąsiednie Kończyce Wielkie, które później podległe były parafii w Racimowie. Stąd przypuszcza się, że była to jedna parafia wymieniona już w spisie świętopietrza sporządzonym przez archidiakona opolskiego Mikołaja Wolffa w 1447 pośród innych parafii archiprezbiteratu (dekanatu) w Cieszynie pod nazwą Cunczendorff. Na podstawie wysokości opłaty w owym sprawozdaniu liczbę ówczesnych parafian (we wszystkich podległych wioskach) oszacowano na 90.
Po 1654 parafia znalazła się w nowo utworzonym dekanacie frydeckim. Wizytacja biskupia z 1679 wspomina miejscowy kościół drewniany jako filialny parafii w Polskiej Ostrawie. W 1769 kościół ten znalazł się w nowo utworzonym dekanacie karwińskim. Po wojnach śląskich i oddzieleniu granicą od diecezjalnego Wrocławia, będącego w odtąd w Królestwie Prus, do zarządzania pozostałymi w Monarchii Habsburgów parafiami powołano w 1770 Wikariat generalny austriackiej części diecezji wrocławskiej. 20 listopada 1785 utworzono w Racimowie lokalię i z parafii szonowskiej przepisano kościół w Rzepiszczu jako filialny Na początku XIX wieku stary kościół drewniany groził już zawaleniem, a więc przystąpiono do budowy nowego murowanego kościoła ukończonego i poświęconego w 1806. W 1808 stary kościół drewniany został zniesiony.
Po I wojnie światowej Racimów znalazł się w granicach Czechosłowacji, wciąż jednak podległy był diecezji wrocławskiej, pod zarządem specjalnie do tego powołanej instytucji zwanej: Knížebiskupský komisariát niský a těšínský. W 1928 został przepisany do nowo utworzonego dekanatu śląskoostrawskiego, a w 1939 jako jedna z 17 parafii archidiecezji wrocławskiej pozostała w granicach Protektoratu Czech i Moraw. W 1947 obszar ten wyjęto ostatecznie spod władzy biskupów wrocławskich i utworzono Apostolską Administraturę w Czeskim Cieszynie, podległą Watykanowi. W 1978 obszar Administratury podporządkowany został archidiecezji ołomunieckiej, a parafia znalazła się w dekanacie frydeckim. W 1996 wydzielono z archidiecezji ołomunieckiej nową diecezję ostrawsko-opawską.